# Liste der denkmalgeschützten Objekte in Moosdorf
Die Liste der denkmalgeschützten Objekte in Moosdorf enthält die denkmalgeschützten, unbeweglichen Objekte der Gemeinde Moosdorf im Bezirk Braunau am Inn.

## Denkmäler
| Foto |                 | Denkmal                                                                     | Standort                             | Beschreibung | Metadaten |
| ---- | --------------- | --------------------------------------------------------------------------- | ------------------------------------ | --- | --- |
| ja   | Datei hochladen | Römische Villa Elling HERIS-ID: 60187 Objekt-ID: 72207                      | Elling Standort KG: Moosdorf         | 2003 wurden Teile einer römischen Villa rustica ergraben. Dabei wurde ein Badegebäude mit fünf Räumen, eine lange Hofmauer, sechs Abfallgruben und zwei Brunnen aufgefunden. | BDA-Hist.: Q2202532 Status: § 9-Feststellung Bodendenkmal Stand der BDA-Liste: 2025-06-30 Name: Römische Villa Elling GstNr.: 1190/3 Römische Villa Elling |
| ja   | Datei hochladen | Kath. Pfarrkirche hl. Stephan und Friedhof HERIS-ID: 52412 Objekt-ID: 59121 | Kirchenplatz 1 Standort KG: Moosdorf | Die auf den hl. Stephanus geweihte und in barockem Stil ausgeführte Pfarrkirche wurde zwischen 1682 und 1709 unter Baumeister Josef Vilzkotter (damals noch als Filiale von Eggelsberg) als Ersatz für eine gotische Vorgängerin errichtet. Der Haubenturm an der Westseite der Kirche wurde 1807 nach mehreren Bränden erneuert. | BDA-Hist.: Q26237392 Status: § 2a Stand der BDA-Liste: 2025-06-30 Name: Kath. Pfarrkirche hl. Stephan und Friedhof GstNr.: .32, 946/2 Pfarrkirche Moosdorf |